# Manuel Arturo Peña Batlle
Manuel Arturo Peña Batlle (San Carlos, Provincia de Santo Domingo, República Dominicana, 1902 – Ciudad Trujillo, Distrito de Santo Domingo, República Dominicana, 1954) fue un abogado, historiador, diplomático e ideólogo dominicano. 
Amante de la alta cultura y las tradiciones vinculadas a ella, registró y veneró todo lo que para él significaba el progreso cultural dominicano. Como historiador destacó por su minuciosidad en la búsqueda de datos y su comprobación procurando apoyar sus argumentos en pruebas documentales y otras evidencias empíricas, y producto de su espiritualismo literario buscó las causas y efectos de los acontecimientos históricos. Peña Batlle fue el principal ideólogo detrás de la Dominicanización Fronteriza. Su obra más importante y memorable fue “Historia de la Cuestión Fronteriza Domínico-haitiana”. Fue presidente de la Cámara de Diputados de la República Dominicana, canciller, y miembro de número de la Academia Dominicana de la Historia.

## Biografía
Nació el 26 de febrero de 1902 en la villa de San Carlos de Tenerife, ubicada en los extramuros de la ciudad fortificada de Santo Domingo (en la actualidad es un barrio de la ciudad). Hijo de Buenaventura Peña Cifré, abogado y terrateniente sancarleño de origen canario, y de Juana Batlle Rojas, cuyos padres, oriundos de Cuba y de ascendencia española, tuvieron que exiliarse debido a la situación de guerra interna en aquella isla; es en memoria de esta Juana que el barrio dominicano de Villa Juana se llama así. Peña Batlle pasó la mayor parte de su vida en su natal San Carlos, excepto entre 1929 y 1932 cuando trabajó en la demarcación fronteriza.
Casó con Carmelita Defilló Sanz, prima del célebre músico catalán Pablo Casals y de María Aguayo Casals (la madre del gobernador puertorriqueño Luis A. Ferré), con quien engendró 4 hijos, entre ellos el pintor Fernando Peña Defilló.
Estudió Derecho en la Universidad de Santo Domingo de donde se recibiría como doctor en 1923.
Contrario a la ocupación estadounidense del país, desde joven se envolvió entre los intelectuales nacionalistas que exigían la salida del país del gobernador militar estadounidense y los marines estadounidenses. Firmó en 1924 la Declaración de Principios del Partido Nacionalista junto con intelectuales Federico Henríquez y Carvajal y Enrique Henríquez. La coyuntura de la ocupación estadounidense y la influencia cultural norteamericana llevaría a la introspección de los intelectuales dominicanos en relación con el significado de qué es ser dominicano, reasumiento la identidad dominicana como hispánica y católica, rechazándose cualquier influencia cultural foránea.
En enero de 1929 tuvo lugar la firma del Tratado Vásquez-Borno que acordó crear 2 comisiones para fijar el trazado de la frontera binacional entre la República Dominicana y Haití. Peña Batlle fue presidente de la comisión dominicana trabajaría en esta labor; pero tras el ascenso al poder del general Rafael Leónidas Trujillo, Peña Batlle renunció públicamente a su cargo de presidente.
En un principio se mantuvo reacio y distanciado del régimen de Trujillo, pero luego en 1942 pronunció un discurso loando el Tratado Trujillo-Hull cuya signatura significó la independencia financiera de la República Dominicana respecto de los Estados Unidos.
Peña Batlle se convirtió rápidamente en una figura importante en el gobierno trujillista, y daría cimientos ideológicos a un régimen que había carecido de doctrinas salvo la razón dada por las armas. Su ideario nacionalista fue determinante en mantener una postura firme frente a Haití.
De 1942 a 1943 fue diputado por la provincia San Pedro de Macorís y presidió la Cámara de Diputados. Presidió la Comisión para la celebración del Centenario de la Independencia dominicana. Luego, de 1943 a 1946, sería ministro de Relaciones Exteriores.
Su paso por la Cancillería resultó en una verdadera transformación de la política exterior que fue catalogada como el paso de una cancillería introvertida a otra extrovertida ganando Peña Batlle reputación en el ámbito internacional.
El apoyo de Trujillo en 1946 a la candidatura presidencial en Haití del coronel Démosthènes Pétrus Calixte y exjefe del Estado Mayor del Ejército de Haití, quien resultó perdedor frente a Dumarsais Estimé, supuso el enfriamiento en las relaciones de los dos países al asumir Estimé. Ambos países acordaron que nombrarían a sus cancilleres, Peña Batlle y Jean Price-Mars, como embajadores en las respectivas capitales para mejorar sus relaciones.
Peña Batlle se convirtió en miembro numerario de la Academia Dominicana de la Historia el 20 de noviembre de 1949; al año siguiente fue nombrado ministro del Interior y Policía. Fue el autor de la idea de la Colección Trujillo.
En 1952 cayó en desgracia al ser vinculado a una conspiración antitrujillista. Fue sometido a un interrogatorio denigrante y objeto de vergonzosos desplantes de parte de Trujillo, lo que llevó a Peña Batlle a renunciar a su cargo de ministro de Fomento y Obras Públicas, culminando así su carrera política. Falleció en la capital dominicana, Ciudad Trujillo, el 15 de abril de 1954. El gobierno le rindió honras fúnebres y bautizó una calle con su nombre.

## Obras
- Por las Piedras Ilustres (1925)
- Historia de la Deuda Pública Dominicana (1926)
- Antecedentes Históricos y Sociológicos de la Anexión a España (1929)
- El Descubrimiento de América y sus Vinculaciones con la Política Internacional de la Época (1931)
- Las Devastaciones de 1605 y 1606 (1938)
- Transformaciones el Pensamiento Político (1942)
- Contribución a una Campaña (1942)
- El Sentido de una Política (1943)
- Constitución Política y Reformas Constitucionales (1944)
- Colección Trujillo (1944)
- Historia de la Cuestión Fronteriza Domínico-haitiana (1946)
- La Patria Nueva (1948)
- La Rebelión del Bahoruco (1948)
- Historia de La Isla de La Tortuga (1951)
- El Tratado de Basilea y la Desnacionalización del Santo Domingo Español (1952)
- La Política de Trujillo (1952)
- Orígenes del Estado Haitiano (publicación póstuma; 1954)